# 大凹关帝庙
大凹关帝庙，位于中国广东省江门市鹤山市共和镇大凹村，为鹤山市仅存的一座关帝庙。1994年，列入鹤山市文物保护单位。2022年列入广东省文物保护单位。

## 概述
光绪二十二年（1896年），当地民众筹款在旧庙的基础上重建关帝庙。民国三十七年（1948年），曾经进行修葺。庙的建筑包括主座、左右青云巷和左右厢房，营造风格与佛山祖庙相仿，但规模较小。主座阔三间，深两进，为硬山式封火山墙，山尖高耸，面积约160平方米，两厢面积约120平方米，合共约280平方米。文化大革命时期，多处建筑遭到破坏。

### 雕塑
庙内神像、宝座、祭器已不复存，但庙宇建筑用的五种雕塑仍完好无损。正殿屋脊的图像装饰和屋煞的二龙争珠为陶塑。大门门框是镂空的花鸟石雕有蝙蝠、凤凰、喜鹊和各式花卉。横架在廊柱与正墙之间的穿插木枋上，是各款戏文的泥金木雕，其中如“薛仁贵征东”和“狄青怒斩王天化”等清晰可辨。山墙头、檐墙等部位，有几组精细的砖雕；各处墙面还有各种历史故事题材的灰塑。这些雕塑工艺，造工精致，反映清代民间传统工艺的水平。此外庙内还有彩绘壁画15幅和诗作6幅，都有相当高的艺术水平。

### 楹联
|                            | 山之凹，神其往来，万民资保赖； 汉以后，公真英烈，百世仰声灵。 |
| ——陆润庠题广东鹤山关帝庙联 |                                                               |

|          | 铁石为心，扶汉室擎天一柱； 春秋得力，继尼山拔地双峰。 |
| ——许应骙 |                                                       |

|        | 史乘志春秋，大义凛然霄汉迥； 庙祧新丹臒，荣名巍若凹山齐。 |
| ——吴鲁 |                                                           |

|          | 是义士，是忠臣，自昔威名昭汉室； 为明神，为圣帝，至今享祀并尼山。 |
| ——陳華絧 |                                                                   |

庙内还保存有清朝名人的书法精品。那就是庙内保存完好的7副楹联，包括阳文木刻和阴文石刻的。楹联四边的图案精美，刻工精致，书法雄遒。撰联的名家有陆润庠、许应骙、吴鲁。由于大凹关帝庙集建筑、雕塑、彩绘、书法、诗联等艺术于一身，是鹤山晚清中小型庙宇的典型代表，是研究清朝祠庙建筑工程、雕塑装饰、书画技艺等的实物材料，有较高的文物价值。1983年，列为鹤山县文物保护单位。1994年，鹤山市人民政府将大凹关帝庙定为文物保护单位。2022年，广东省人民政府将大凹关帝庙列入省级文物保护单位。